# Wapen van Surhuizum

Wapen van Surhuizum

Het wapen van Surhuizum is het dorpswapen van het Nederlandse dorp Surhuizum, in de Friese gemeente Achtkarspelen. Het wapen werd in 1991 geregistreerd.

## Beschrijving
De blazoenering van het wapen luidt als volgt:
In goud een punt van keel, getopt met een kruis van azuur, vergezeld links van een boekweitkorrel, rechts van een eikel, beide van sinopel en van boven van een kruis van azuur; en een golvend schildhoofd van azuur, beladen met twee lelies van goud.
De heraldische kleuren zijn: goud (geel), keel (rood), azuur (blauw) en sinopel (groen). 

## Symboliek
- Blauw schildhoofd: verwijst naar de rivier de Lauwers ten oosten van het dorp.[3]
- Lelies: symbool voor het cisterciënzer klooster Jeruzalem, ook wel bekend als Gerkesklooster. De lelie komt tevens voor in het wapen van de familie Van Haersma.[3]
- Rode punt met blauw kruis: verwijzing naar een blauw kruis dat verschenen zou zijn naast de kerktoren tijdens een preek van Olivier van Keulen in 1214.[4]
- Eikel: duidt op de bosrijke omgeving in het verleden.[3]
- Boekweitkorrel: staat voor de verbouw van boekweit.[3]

## Zie ook

Vlag van Surhuizum